# خطر شیمیایی

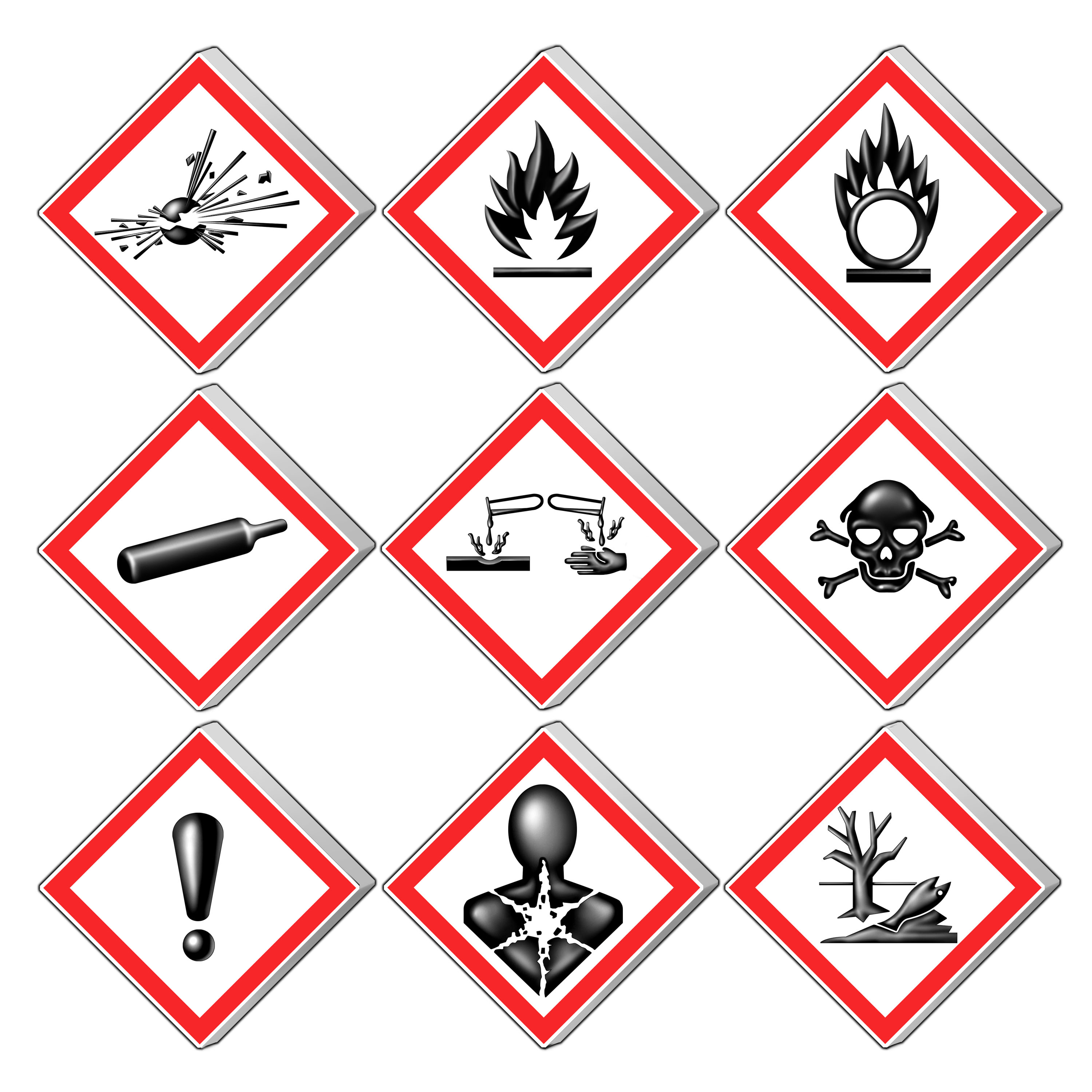
پیکتوگرام خطر GHS

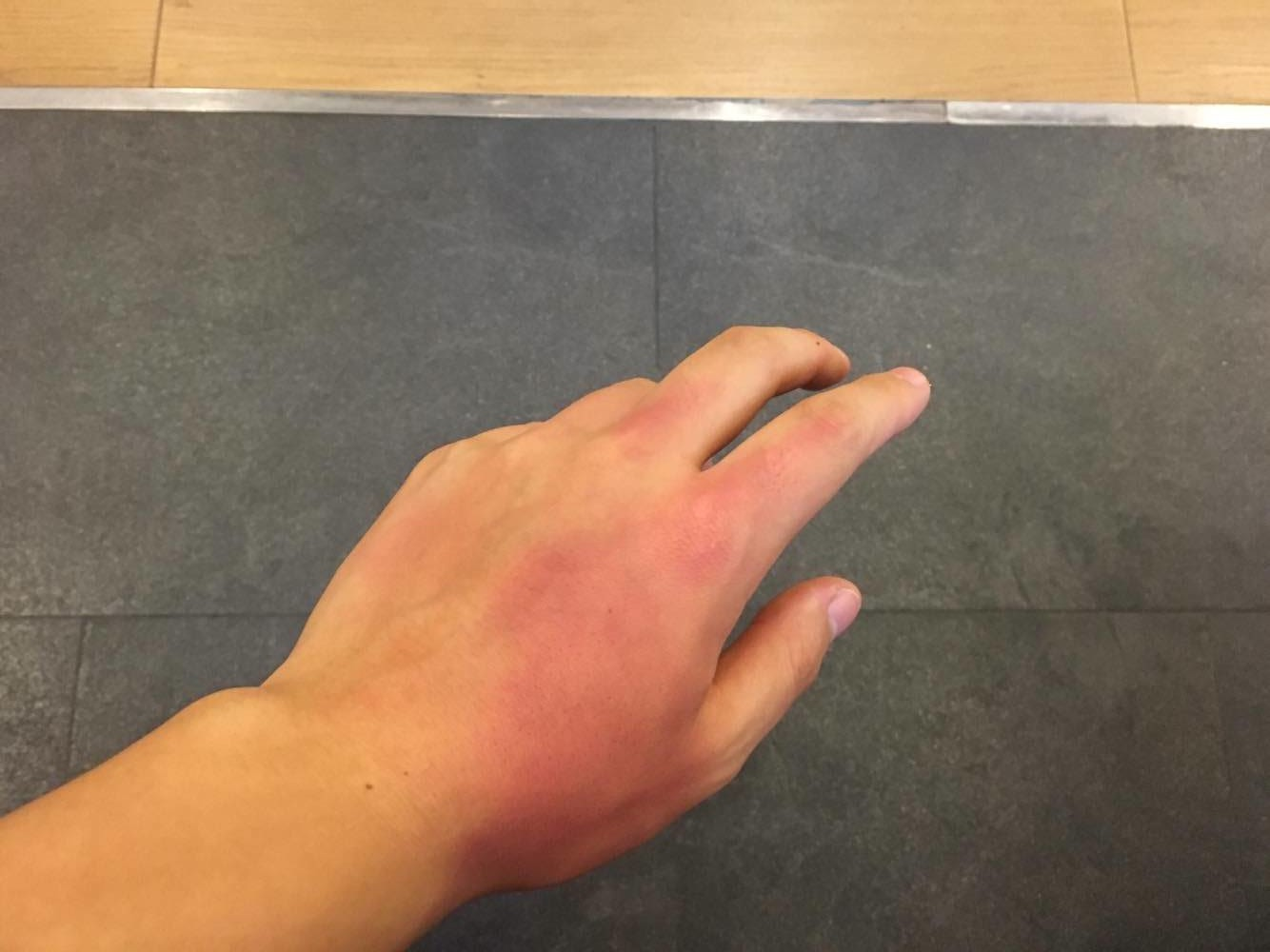
سوختگی‌های شیمیایی یکی از انواع خطرهای شیمیایی هستند

خطرهای شیمیایی خطرهایی هستند که در مواد شیمیایی و مواد خطرناک وجود دارند. قرار گرفتن در معرض برخی از مواد شیمیایی می‌تواند اثرات نامطلوب حاد یا درازمدت بر سلامتی داشته باشد. خطر شیمیایی معمولاً جدا از خطر زیست‌شناختی (خطرهای زیستی) طبقه‌بندی می‌شوند. خطرهای شیمیایی به گروه‌هایی طبقه‌بندی می‌شوند که شامل خفه‌کننده‌ها، خورنده‌ها، محرک‌ها، حساس‌کننده‌ها، مواد سرطان‌زا، جهش‌زاها، تراتوژن‌ها، واکنش‌دهنده‌ها و مواد اشتعال‌زا هستند. در محیط کار، قرار گرفتن در معرض خطر شیمیایی نوعی خطر شغلی است. استفاده از تجهیزات حفاظت فردی ممکن است به میزان قابل توجهی خطر اثرات نامطلوب بهداشتی ناشی از تماس با مواد خطرناک را کاهش دهد.
قرار گرفتن درازمدت در معرض خطرهای شیمیایی مانند گرد و غبار سیلیس، اگزوز موتور، دود تنباکو و سرب (از جمله موارد دیگر) نشان داده است که خطر بیماری قلبی، سکته مغزی و فشار خون بالا را افزایش می‌دهد.

## نمادهای خطر شیمیایی
پیکتوگرام‌های خطر نوعی سیستم برچسب‌گذاری هستند که در یک نگاه به افراد هشدار می‌دهد که مواد شیمیایی خطرناکی در آن وجود دارد. این نمادها به تشخیص اینکه آیا مواد شیمیایی که قرار است مورد استفاده قرار گیرند ممکن است به‌طور بالقوه باعث آسیب فیزیکی یا آسیب به محیط زیست شوند کمک می‌کند. نُه (۹) نماد عبارتند از:
- مواد منفجره (بمب در حال انفجار)
- اشتعال‌زا (شعله)
- اکسیدکننده (شعله بالای دایره)
- خورنده (خوردگی میز و دست)
- سمیت حاد (جمجمه و استخوان‌های متقاطع)
- خطرناک برای محیط زیست (درخت و ماهی مرده)
- خطر برای سلامتی/خطرناک برای لایه اوزون (علامت تعجب)
- خطر جدی برای سلامتی (تقاطع بر روی تصویر انسان)
- گاز تحت فشار (سیلندر گاز)